# جائزة إسبانيا الكبرى 2014
جائزة إسبانيا الكبرى 2014 (بالإنجليزية: 2014 Spanish Grand Prix)‏ هو سباق فورمولا 1 أقيم بتاريخ 11 مايو 2014 في حلبة دي كاتلونيا، مونتميلو، إسبانيا. كان الخامس من أصل 19 في بطولة العالم لسباقات الفورمولا واحد موسم 2014. حلّ لويس هاملتون أولا بينما جاء الألماني نيكو روسبيرغ في المركز الثاني وحصل على المركز الثالث الأسترالي دانيل ريكاردو.